# Marquês do Faial
Marquês do Faial é um título nobiliárquico criado por D. Maria II de Portugal, por Decreto de 1 de Dezembro de 1834 e Carta de 24 de Outubro de 1835, em favor de D. Domingos António Maria Pedro de Sousa e Holstein, depois 2.º Conde de Calhariz e 2.º Duque de Palmela.
Titulares
1. D. Domingos António Maria Pedro de Sousa e Holstein, 1.º Marquês do Faial, 2.º Duque de Palmela, 2.º Conde de Calhariz;
2. D. Maria Luísa de Sousa Holstein, 2.ª Marquesa do Faial, 3.ª Duquesa de Palmela, 3.ª Condessa de Calhariz;
3. D. Helena Maria Domingas de Sousa Holstein, 3.ª Marquesa do Faial, 4.ª Duquesa de Palmela, 4.ª Condessa de Calhariz.

Após a Implantação da República Portuguesa, e com o fim do sistema nobiliárquico, usaram o título: 
1. D. António Maria da Assunção José Francisco de Paula Vicente João Gabriel Deodato de Sousa e Holstein Beck, 4.º Marquês do Faial, 5.º Conde de Calhariz;
2. D. Luís Maria da Assunção de Sousa e Holstein Beck, 5.º Marquês do Faial, 6.º Duque de Palmela, 6.º Conde de Calhariz;
3. D. Pedro Domingos de Sousa e Holstein Beck, 6.º Marquês do Faial, 7.º Duque de Palmela, 7.º Conde de Calhariz, 4.º Marquês de Sousa Holstein;
4. D. Pedro Dundas de Sousa e Holstein Beck, 7.º Marquês do Faial e 8.º Conde de Calhariz.[2]